# San Jaime de la Marca (Carlo Crivelli)
San Jaime de la Marca es una obra del pintor renacentista italiano Carlo Crivelli de 1477, una tabla al temple y dorado de 195 cm x 61 cm.

## Historia
La pintura fue firmada por el artista. En la parte inferior de la obra hay una cartela simulada con una inscripción: OPVS CAROLI CRIVELLI VENETI 1477. La obra proviene de la Iglesia de la Anunciación de la Santísima Virgen María en Ascoli Piceno, donde estuvo almacenada hasta 1825. Luego pasó a la colección del cardenal Joseph Fesch, donde fue vista en 1834 por el historiador de arte italiano Amico Ricci Petrocchini. En 1862 la pintura entró en la colección del Museo del Louvre.

## Descripción y estilo
Este es uno de los primeros retratos de Jaime de la Marca, que murió solo un año antes de que se hiciera la pintura. Al pintar al monje, el artista se basó en las representaciones de San Bernardino de Siena, maestro espiritual de Jaime.
El fraile franciscano aparece de cuerpo entero, de pie sobre un escalón de mármol en el que están arrodillados dos comitentes en oración a tamaño diminuto. Detrás de la figura del santo cuelga una tela decorativa en cuya parte superior hay frutas colgando. Este esquema es a menudo utilizado por el pintor, por ejemplo, en la María Magdalena. De esta manera, el artista combina elementos de las obras de los primitivos flamencos, la escuela veneciana y la escuela renacentista de Padua.
El santo, sosteniendo un libro, señala con la diestra el cristograma. Este era un atributo propio de San Bernardino. El hábito señala a la Orden Franciscana, tanto Bernardino como Jaime pertenecían a la orden de los Hermanos menores de la regular observancia. La vara de caña que sostiene contra sí es una referencia a los numerosos viajes que realizó el santo. Del cinturón cuelga una cajita de madera en forma de pera invertida, es un estuche para los quevedos que Jaime usaba.
La firma del autor en la parte inferior de la obra demuestra que la pintura no formaba parte de ninguna obra mayor, como un tríptico o políptico, sino que es un panel único. Como en otras pinturas de este período en la obra de Carlo Crivelli, la obra es una combinación inusual de decorativismo suntuoso y sinuosa elegancia, propios del gótico final, la expresividad estática como en Donatello, y los experimentos de perspectiva de la escuela de Padua, donde destaca Mantegna, como lo demuestra el pie del santo, que sobresale del escalón marmóreo, extendido hacia el espectador.